# 超文字技術時間線
本文介紹的是超文字技術的時間線，包括1945年以來超媒體以及相關的人機互動計畫的發展。超文本一詞由作家和哲學家泰德·尼爾森所創造。
另見圖形使用者介面、多媒體；還有保羅·奧特和亨利·拉方丹的Mundaneum，這是一個1910年成立的大規模交叉參考卡片指數系統。

## 1940年代
- 1941年
  - 豪爾赫·路易斯·波赫士所著作的交叉小径的花园（英语：The Garden of Forking Paths）[1]
- 1945年
  - Memex（英语：Memex）（萬尼瓦爾·布希的概念）[2]

## 1960年代
- 1960年
  - 世外桃源計畫[3]
- 1962年
  - 馬素·麥克魯漢所著作的古騰堡星系提到「衝浪」一詞[4]
- 1967年
  - 布朗大學安德里斯·范達姆（英语：Andries van Dam）和泰德·尼爾森的超文字編輯系統（英语：Hypertext Editing System）[5]
- 1968年
  - 文件檢索和編輯系統（英语：File Retrieval and Editing System）[6]
  - NLS（英语：NLS (computer system)）[6]

## 1970年代
- 1972年
  - ZOG（英语：ZOG (hypertext)）[7]
- 1973年
  - 全錄奧托[8]
- 1976年
  - 問題導向醫療資訊系統（英语：Problem-Oriented Medical Information System）
- 1978年
  - 阿斯電影地圖（英语：Aspen Movie Map）
- 1979年
  - PERQ（英语：PERQ）[9]

## 1980年代
- 1980年
  - ENQUIRE
- 1981年
  - 電子文件系統（英语：Electronic Document System）
  - 庫斯瑪百科全書（英语：Wes Kussmaul）
  - 施樂之星（英语：Xerox Star desktop）
- 1982年
  - Guide（英语：Guide (hypertext)）
- 1983年
  - 知識管理系統（英语：KMS (hypertext)）
  - 互動百科全書系統（英语：The Interactive Encyclopedia System）
- 1984年
  - NoteCards（英语：NoteCards）
- 1985年
  - Intermedia（英语：Intermedia (hypertext)）
  - 符號文獻檢測器書（英语：Symbolics Document Examiner）
- 1986年
  - TextNet
  - Neptune
- 1987年
  - Macromedia Authorware
  - 佳能貓（英语：Canon Cat）
  - HyperCard
  - 知識領航員（英语：Knowledge Navigator）
- 1988年
  - Microcosm（英语：Microcosm (hypermedia system)）
- 1989年
  - Macromedia Director
  - The Sun Link Service
  - 訊息管理：一種提案 （页面存档备份，存于），提姆·柏內茲-李，CERN

## 1990年代
- 1990年
  - 全球資訊網
  - 超國度（英语：Hyperland）（由道格拉斯·亞當斯撰寫的英國廣播公司紀錄片）
- 1991年
  - Gopher
  - AmigaGuide
- 1995年
  - 維基
- 1998年
  - Everything2（英语：Everything2）
  - XML
- 1999年
  - RSS

## 2000年代
- 2001年
  - 維基百科
- 2014年
  - 開放仙那都（英语：Project Xanadu）